# Oranjestad (Aruba)
Oranjestad (en neerlandés, /oːˈrɑɲəstɑt/, en español 'ciudad naranja'; en papiamento, Playa) es la capital y la ciudad más importante de Aruba. En 2015 su población era de 34 980 habitantes. Está localizada al extremo sur occidental de la isla. La ciudad es conocida simplemente como «Playa» en el idioma local, el papiamento.

## Historia y cultura

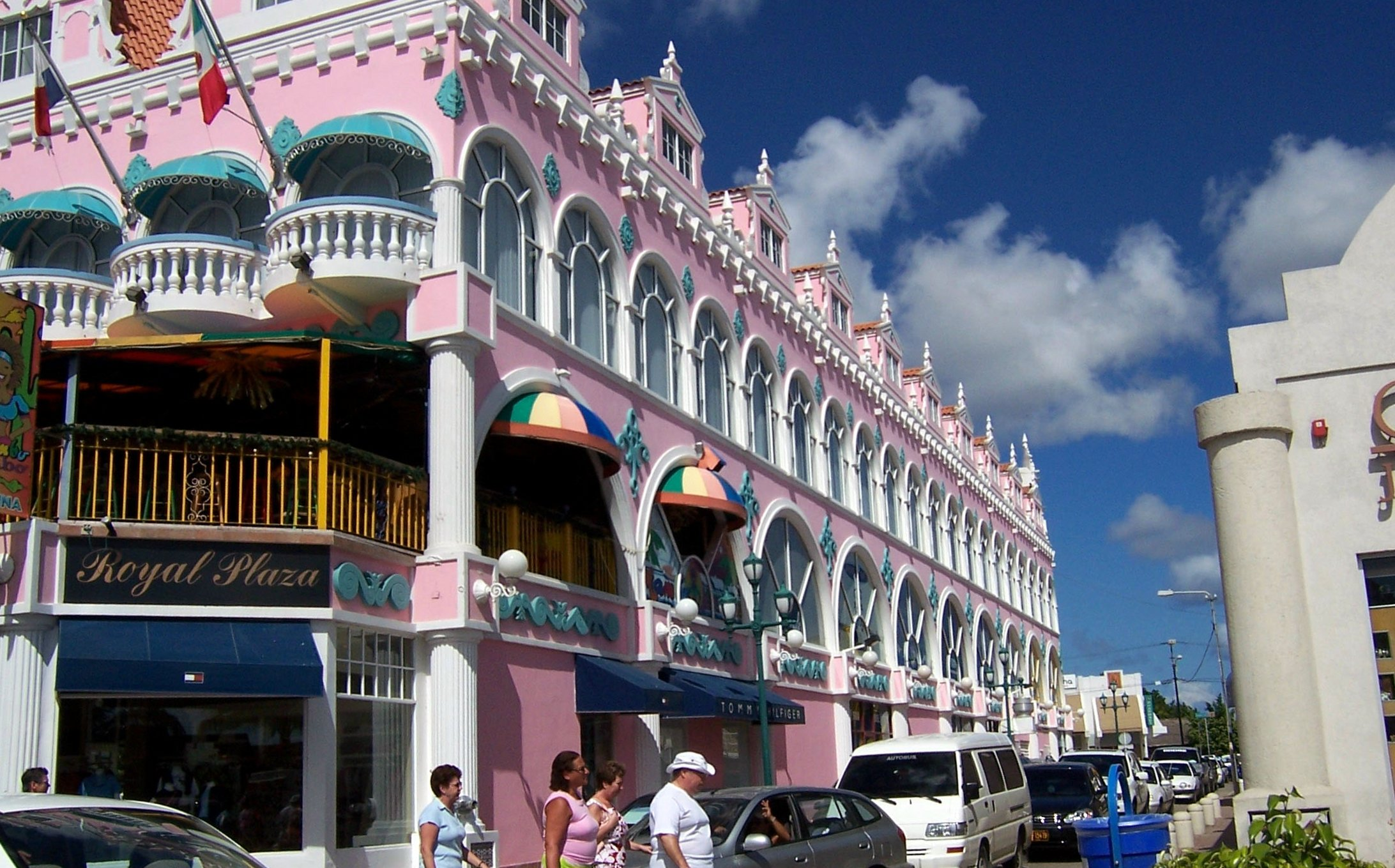
Arquitectura neerlandesa en Oranjestad.

La ciudad fue construida cerca del fuerte Zoutman, en 1796, y se convirtió en la capital de Aruba desde entonces. El fuerte es aún una de las atracciones más importantes de la ciudad. Otros lugares de interés son el puerto libre de impuestos y la torre Guillermo III, localizada cerca del fuerte.
La ciudad recibió este nombre después del reinado de Guillermo de Orange, el primer rey neerlandés de la Casa de Orange.
Pequeñas partes de la ciudad están asentadas sobre una serie de tierras ganadas al mar. Actualmente, el Renaissance Marketplace (Antiguamente Seaport Marketplace), así como el cercano Queen Wilhelmina Park, forman parte de esta expansión.
La arquitectura colonial neerlandesa es menos visible que en la vecina isla de Curazao, aunque han surgido varias recreaciones modernas, entre las que se encuentra el exterior del centro comercial ubicado en la Royal Plaza, y una serie de edificios dispersos a lo largo de Main Street y en el Main Square. Debido al creciente interés en la isla por mantener la arquitectura colonial, algunas edificaciones y viviendas del centro de la ciudad han sido restauradas y transformadas en coloridos lugares de interés, como el registro civil, ubicado en Wilhelminastraat.

## Transportes
Situado a 2,5 km del centro de la ciudad, se localiza el Aeropuerto Internacional Reina Beatrix. La calle principal  comercial de Oranjestad es el Caya G. F. Betico Croes, conocida también como Main Street. En los últimos años, también se ha incrementado el número de tiendas en torno a Lloyd G. Smith Boulevard, la principal vía de comunicación de la ciudad, cuyo crecimiento comercial, se debe en parte, a su cercanía con la terminal de cruceros y el área portuaria.
En Oranjestad se encuentra el Paardenbaai, el mayor puerto de pasajeros de la ciudad, con capacidad máxima para cinco grandes buques. En 2003, alrededor de 200 buques cargados con contenedores atracaron en el puerto de Oranjestad/Taratata. También existe un pequeño puerto para buques contenedores de menor tamaño, ubicado 5 km al este, en Barcadera. Se han propuesto algunos planes para aumentar la capacidad de carga en Oranjestad y para la construcción de un puerto deportivo para compensar la insuficiencia de espacio disponible para atracar yates y barcos de pesca.
El tráfico en el centro de la ciudad, aunque es un problema menor que en otras ciudades del Caribe, es un problema creciente para las personas que se trasladan diariamente para acudir al trabajo desde otros lugares de la isla. El gobierno se encuentra actualmente bajo presión para realizar mejoras en la periferia, como por ejemplo, carreteras de circunvalación en torno a la ciudad. A finales de 2006 la etapa de planificación se han iniciado con la construcción de una rotonda, situada en Main Boulevard, cerca de la Free Zone, una de las intersecciones más problemáticas de la isla. Actualmente, varias empresas, así como algunos departamentos gubernamentales, se han trasladado fuera del centro de la ciudad, estimulando un auge en la construcción y la modernización.

## Educación
Oranjestad es la sede de Universidad de Aruba, que ofrece programas de enseñanza en derecho y economía, y de la escuela secundaria más importante de la isla, ambas regidas según el modelo neerlandés de enseñanza. Muchos alumnos se inscriben en las universidades de los Países Bajos para los niveles de licenciatura y posgrado. También es la sede de la Biblioteca nacional de Aruba.